# Istoria romanului european

## Originea termenului
Un roman (din franceză "nouvelle", adică "nou") este o scriere narativă, în proză. În secolul 18 cuvântul se referă, în mod specific, la scurte ficțiuni despre dragoste și intrigi, opuse "romanțelor"; lucrări epice mai lungi despre dragoste și aventuri. Devenind una dintre cele mai importante specii literare din ultimii 200 de ani, romanul este astăzi subiectul unor discuții aprinse ce au în vedere meritele artistice, un stil literar specific și un sens mai profund decât ar putea pretinde o povestire adevărată.

## Tradiții despre proza de ficțiune: Antichitate
După cum Pierre Daniel Huet notează în 1670, "tradiția lucrărilor epice se leagă de Vergiliu și Homer". Formatul obișnuit este în versuri, servind scopurilor unei tradiții a culturii ce deține numai performanțe orale. Astăzi, ne dăm seama că tradiția "coboară" și mai adânc în istorie, până la Epopeea lui Ghilgameș. 
Este și mai dificil să vorbești despre influența unor construcții mai scurte, de povestire, cum se găsesc ele în tradiția medievală, care duc la apariția romanului.
Există o a treia tradiție în proza de ficțiune, într-o manieră satirică (Satiricon de Petronius și incredibilele povești ale lui Lucian din Samosata) sau propunând un stil eroic (romanțele lui Heliodorus din Emesa și ale lui Longus). Romanul idilic grec din Antichitate este readus la viață de romancierii bizantini ai secolului al XII-lea. Toate aceste tradiții sunt redescoperite în secolele al XVII-lea și al XVIII-lea, în cele din urmă influențând piața modernă de carte.

### Romanul cavaleresc, 1100-1500
Cuvântul “romance” (cântecul epic)  pare să fi devenit eticheta romanului de dragoste datorită limbii romanice, “romance”, în care erau scrise (compuse) operele de început ale acestui gen (secolele al XI- lea și al XII-lea). Genurile cele mai în vogă s-au dezvoltat în sudul Franței la sfârșitul secolului al XII.lea și s-au răspândit la est și la nord prin intermediul traducerilor și al interpretărilor naționale individuale. Subiecte precum cavalerismul arturian călătoriseră deja la data aceea în direcția opusă, ajungând în sudul Franței din Britania și Britania Fanceză. Drept urmare, este foarte dificil de determinat cât de mult le datorează poemul eroic modelelor antice grecești și cât unor astfel de poeme epice în versuri din folclorul nordic cum ar fi Beowulf și Cântecul Nibelungilor.
Subiectul standard al cântecelor epice timpurii era o serie de aventuri. Urmând un subiect-cadru la fel de vechi ca și Heliodor și atât de durabil încât mai trăiește încă în filmele hollywoodiene, un erou obișnuia să treacă printr-o serie de aventuri înainte de s-și întâlni iubita. Urma apoi o despărțire, cu o a doua serie de aventuri care ducea la reunirea finală. Variantele au menținut genul viu. Aventuri neașteptate și neobișnuite surprindeau audiența în cântece epice precum Sir Gawain și cavalerul verde. Au apărut opere clasice ale acestui gen, cum ar fi Romanul trandafirului, scris în  franceză și celebru astăzi, datorită traducerii lui Geoffrey Chaucer
Aceste romane cavalerești originale erau scrieri în versuri, care adoptau un “limbaj elevat” considerat pe măsura faptelor eroice și potrivit pentru a inspira emulația virtuțiilor; proza era considerată “de speță joasă”, mult mai potrivită pentru satiră. Versul permitea să dăinuie cultura tradițiilor orale, devenind, cu toate acestea, limbajul autorilor care-și compuneau cu grijă textele – texte care să fie răspândite în scris, păstrând totuși forma artistică îngrijită. Subiectele erau aristocratice. Tradiția textuală a cărților ornamentate și ilustrate scrise de mână permitea o clientelă din rândul aristocrației sau a clasei orășenești bănoase, dezvoltate în secolele al XIII-lea și al XIV-lea, pentru care aventurile cavalerilor era în mod clar o lume a ficțiunii și fanteziei.
Secolele al XIV-lea și al XV-lea au resimțit nevoia primelor povetiri în proză, un gen care s-a ridicat odată cu o altă “piață a cărții”. Această piață s-a dezvoltat încă înainte să fie introduse primele avantaje aduse de tipar: autorii de proză puteau utiliza un limbaj nou, un limbaj care să evite repetiția inerentă în rime. Proza putea risca un ritm nou și idei mai lungi. Cu toate acestea era nevoie de cartea scrisă pentru a conserva formulările întâmplătoare pe care le alegea autorul. S-a dezvoltat o afacere din producția unei cărți comerciale încă înainte de apariția tiparniței. Legendele, viețile sfinților și viziunile mistice în proză erau obiectul principal al noi piețe de producții în proză. Elita orășenească, femeile cititoare din familiile din clasa superioară și mănăstiri citeau proză religioasă.Romanele în proză au apărut ca și modă nouă și costisitoare pe această piață. Nu puteau înflori cu adevărat decât prin inventarea tiparniței și dacă hârtia devenea un mijloc mai ieftin. Ambele realizări au avut loc la sfârșitul secolului al XV-lea, când vechiul cântec epic se confrunta deja cu o competiție acerbă din partea unor specii mai scurte, dintre care cel mai impunător era romanul, o formă care s-a ridicat pe parcursul secolului al XIV-lea.

### Apariția romanului, 1200-1500

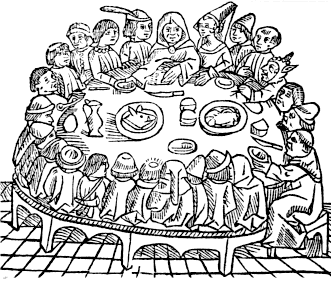
Pelerinii povestind, gravură în lemn din ediţia lui Caxton a Povestirilor din Canterbury de Chaucer (1486).

Sunt greu de catalogat toate genurile care au culminat în cele din urmă - în operele lui Giovanni Boccaccio, Geoffrey Chaucer, Niccolò Machiavelli și Miguel de Cervantes - cu apariția "romanului" așa cum îl știm astăzi.
Romanul timpuriu era la bază orice poveste spusă pentru întâmplările sale spectaculoase și revelatoare. Mediul original – care continua să existe cu organizările tematice tipice – era conversația antrenantă. Poveștile cu incidente grave puteau fi folosite ca și lecții de morală. Colecțiile de exemple au ușurat munca predicatorilor, care aveau nevoie de astfel de pilde. O fabulă putea prezenta o concluzie morală; același lucuru îl putea face și o scurtă cugetare istorică. S-a lansat astfel o concurență a speciilor în care gusturile și statuturile sociale erau – dacă e să credem colecțiile medievale – decisive. Clasele muncitoare preferau propria categorie de povești drastice: povești despre infidelități “ingenioase”, despre sclivisiții înțelepți și caraghioși contra grupurilor sociale detestate (sau despre povestitorii rivali). Mare parte a speciei originale este încă vie în glumele scurte spuse în viața de zi cu zi pentru a înveseli conversația.
Creațiile artistice includeau povestiri în ramă: situații în care o serie de povești erau spuse ipotetic. Ele se bucurau de un spectru larg de gusturi și specii. Poveștile din Canterbury constituie un exemplu clasic, cu povestitorii lor nobili, iubitori ai poveștilor “romantice” și cu naratorii de rând, care preferau povești din viața de zi cu zi. Specia aceasta nu avea propriul termen generic. Cuvântul “novel” (nou, inedit) – care în română se traduce prin “roman” – indica noutatea întâmplărilor narate. Cuprinderea poveștilor în ramă, oricum, a dus la conștientizarea faptului că genurile se dezvoltau în acest domeniu.
Cel mai mare avantaj al poveștii de fundal era justificarea lăsată pe mâna adevăraților autori, precum Chaucer sau Boccaccio. Povestirile romantice permiteau un limbaj înalt și se bazau pe o părere acceptată despre ceea ce merită a fi numit stil elevat.
Totuși, preferințele față de învățăturile morale și poezie s-au schimbat și povestirile romantice s-au demodat rapid. Poveștile despre înșelăciuni și pozne, despre aventurile clandestine și despre intrigile ingenioase, în care erau ridiculizate anumite profesii respectate sau cetățeni ai unui alt oraș,  nu erau, pe de altă parte, justificabile nici moral, nici poetic. Ele își găseau justificarea în afară. Povestitorul obișnuia să prezinte în câteva cuvinte de ce credea el că povestea trebuie spusă. Din nou, Poveștile din Canterbury ale lui Chaucer oferă cele mai elocvente exemple: autorul real putea spune povești fără orice altă justificare în afară de aceea că această poveste oferea o portretizare bună a persoanei care a spus-o și a gustului lui sau al ei – și acea justificare rămânea stabilă de-a lungul poveștii.
Dacă creațiile elevate deveneau plictisitoare – așa cum s-a întâmplat în secolele al XIV-lea și al XV-lea cu vechile intrigi care nu duceau niciodată la altele noi – colecțiile de povești și romanele facilitau criticarea creațiilor mărețe și scăderea statutului acestora: unul dintre grupurile de naratori (creat de autorul real) putea începe o poveste romantică doar pentru a fi întreruptă de alți povestitori. Ei puteau să-l reducă la tăcere sau să-i ordone să vorbească un limbaj care să le fie pe plac sau puteau să-i ceară să grăbească povestea și să spună mai repede ce are de spus. Rezultatul a fost ascensiunea genului scurt. Pașii acestei dezvoltări pot fi observați odată cu faptul că povestirea câștiga apreciere și valoare față de poveștile romantice, în noi colecții versificate la sfârșitul secolului al XIV-lea.

### Prima ascensiune a romanului, 1500-1750
Inventarea tiparului a supus atât romanele, cât și povestirile romantice trivializării și comercializării. Cărțile tipărite, deși erau scumpe erau totuși cumpărate. Alfabetizarea sau răspândirea “științei de carte” era un proces lent atunci când venea vorba de abilitățile de scriere, dar era mai rapidă în ceea ce privea cititul. Reforma Protestantă a prilejuit cititori de pamflete religioase, tabloide și ziare.
Populația urbană a învățat să citească, dar nu aspira la participarea activă în lumea culturii. Piața cărților ieftine dezvoltându-se o dată cu tiparnița a inclus atât romanele, cât și povestirile, poveștile și fabulele. Xilogravurile erau ornamentele obișnuite și ele erau oferite fără prea multă bătaie de cap. O poveste romantică în care un cavaler-erou trebuia să lupte mai mult de zece dueluri în câteva pagini putea primi aceeași ilustrație a luptei iar și iar, dacă stocul de ilustrații standard al tipografului era mic. Pe măsură ce stocul creștea, tipografele repetau aceleași ilustrații în alte cărți cu subiecte similare, amestecând aceste ilustrații fără nici un respect pentru stil. Se pot deschide cărți ieftine din secolul al XVIII-lea și se vor găsi ilustrații din anii de început ai tiparului, alături de unele mai moderne.
Poveștile romantice au fost reduse la intrigi ieftine și abrupte semănând cu benzile desenate moderne. Primele colecții de romane nu erau neapărat proiecte considerabile. Ele au apărut într-o varietate enormă, de la povești populare cu vorbe de duh, până la poveștile spuse de Boccaccio sau Chaucer, acum autori venerabili.
O piață mai consistentă a “romanțelor” s-a dezvoltat în secolul al XVI-lea, o dată cu operele în mai multe volume care ținteau spre o audiență care să “contribuie” la această producție. Critica ridicată de pelerinii lui Chaucer împotriva “romanțelor” s- a dezvoltat  ca reacție atât la trivializări, cât și la “romanțele” multi-volum. Povești precum Nemaipomenitele peripeții ale neînfricatului cavaler Amadis de Gaula (Amadis de Gaula) și-au condus cititorii în lumi de vise despre cavaleri și i-au hrănit  cu idealuri despre trecut, pe care nimeni nu le mai putea însufleți, după cum se plângeau critici.
Autorii italieni, cum ar fi Machavelli, au fost printre cei care au adus romanul la un nou format: deși rămânea o poveste cu intrigă ce se termina într-un moment neașteptat, observațiile erau acum mult mai fine – Cum își țeseau protagoniștii intriga?, Cum își păstrau secretele?, Ce făceau când alții amenințau să le descopere?
Toată problema romanelor și a poveștilor romantice a devenit critică în momentul în care Cervantes și-a adăugat Nuvelele exemplare (Novelas Exemplares) (1613) celor două volume din Don Quijote (1605/15). Faimosul roman picaresc țintea împotriva romanului Amadis de Gaula care l-a făcut pe Don Quijote să-și piardă mințile. Adepții poveștilor romantice elevate pretindeau, oricum, că replica satirică la vechea poveste eroică abia putea să ofere vreo învățătură: Don Quijote nu oferea nici un erou cu care să merite să se rivelizeze, nici nu aducea satisfcația unor discursuri frumoase; tot ceea ce putea face era să râdă de idealuri mărețe. Nuvelele exemplare au oferit o alternativă între modul eroic și satiric, deși criticii erau foarte nesiguri de ceea ce ar trebui să facă cu această lucrare. Cervantes a spus povești despre adulter, gelozie și crimă. Dacă aceste povești ar fi oferit exemple, ele erau exemple de acțiuni imorale. Adepții “romanului” (ai inovației) au răspuns că ele ofereau lecții atât prin exemple bune, cât și prin contraexemple. Cititorul putea să simtă compasiune și simpatie pentru victimele crimelor și ale intrigilor, dacă s-ar fi dat exemple rele.
Alternativa la romanele “îndoielnice” și la romanele picarești era mai bună, respectiv poveștile romantice elevate; a venit astfel ca posibil răspuns o producție de “romanțe” scrise după modelul lui Heliodor, cu incursiuni în lumea bucolică. Honoré d’Urfés L’Astrée (1607/27) a devenit cea mai cunoscută operă de acest gen.
Criticilor care afirmau că astfel de romane nu au nimic de-a face cu viața reală li se răspundea cu procedeul artistic al romanelor cu cheie (roman a clef), cel care, înțeles corect, făcea referire la personaje din lumea reală. Romanul Argenis al lui John Barclay (1625-26) a apărut ca și roman politic cu cheie. Romanele Madeleinei de Scudéry au câștigat o mare influență, cu intrigi situate în lumea antică și cu conținut luat din viață. Faimoasa autoare a spus povești despre prietenii săi din cercurile literare ale Parisului urmărindu-le existența de la un volum la altul al scrierilor ei în serie. Cititorii avizați cumpărau cărțile deoarece acestea ofereau cele mai fine observații ale rațiunilor umane, personaje luate din viați reală, morale excelente despre cum ar trebui sau nu ar trebui să se comporte cineva care dorea să aibă succes în viața publică și în cercurile intime pe care ea le portretiza.
Romanul și-a urmat cursul propriu: Paul Scarron (el însuși un erou al poveștilor Madeleinei de Scudéry) a publicat primul volum al Romanului comic (Roman Comique) în 1651 (volume succesive apărând ulterior în 1657 și 1663) cu o pledoarie pentru progresul pe care Cervantes l-a generat în Spania. Franța trebuia, după cum a scris el în faimosul capitol 21 al Romanului comic, să-l imite pe cel spaniol, cu povestioare scurte ca și cele pe care ei le numeau “romane”. Scarron însuși a adăugat numeroase astfel de povești operei sale.
Douăzeci de ani mai târziu, Madame de Lafayette a făcut următorii pași decisivi cu cele două romane ale ei. Primul, Zayde, publicat în 1670 împreună cu faimosul Traitte de l’Origin des Romans al lui Pierre Daniel Huet, a fost o “poveste spaniolă”. Al doilea și mai importantul ei roman a apărut în 1678: Principesa de Cleves (La Princesse De Cleves) a dovedit că Franța putea într-adevăr să producă romane după un anumit stil francez. Spaniolilor le plăceau povești cu eroi naționali mândri, care luptau în dueluri pentru a-și apăra reputația. Francezii aveau un gust mai rafinat, pentru observații minuțioase ale motivelor și comportamentului uman. Povestea era cu adevărat un roman și nu o “romanță”: o poveste a virtuții feminine incomparabile, cu o eroină care a avut șansa de a risca o iubire ilicită și nu doar că a rezistat tentației, dar a devenit și mai nefericită mărturisindu-și sentimentele soțului. Mâhnirea pe care o crea povestea ei era cu totul nouă și senzațională.
Romanul obișnuit a luat o altă turnură. Sfârșitul secolului al XVII-lea a fost momentul apariției unei piețe europene de scandal, cu cărțile franțuzești apărând acum mai ales în Olanda (unde cenzura era mai lejeră), reimportate după aceea clandestin în Franța. Aceeași operă ajungea pe piețele vecine din Germania și Marea Britanie, unde era binevenită atât pentru stilul francez, cât și pentru intrigile politice predominant anti-franceze. Romanul a prosperat pe această piață ca și cel mai bun gen care prezenta vești scandaloase. Autorii pretindeau că poveștile pe care aveau să le spună erau adevărate și că erau spuse nu de dragul scandalului, ci pentru lecțiile de morală pe care le prezentau. Pentru a demonstra acest lucru au dat nume fictive personajelor și spuneau aceste povești ca și cum ar fi fost inedite. (Audiența își juca porpriul rol în a identifica cine reprezenta pe cine). Au apărut periodice cu povestiri scurte – Mercure Gallant  devenind cel mai important. Colecții de scrisori s-au adăugat pieței, acestea incluzând mai multe astfel de povestiri și au condus la apariția romanului epistolar la sfârșitul secoluli al XVII-lea.
La sfârșitul anilor 1670 romanul a ajuns și pe piața engleză. Aphra Behn și William Congreve au fost printre primii autori moderni care au adoptat termenul.

### Starea de fapt - Piața în jurul anului 1700
Romanele de la începutul secolului al XVIII-lea și “romanțele” nu erau încă considerate parte a lumii erudite și nici parte a literaturii; ele erau bunuri de piață. Integrarea prozei de ficțiune pe piața povestirilor/istoriilor s-a făcut după următoarea schemă:
| | | 3.1 Povestiri eroice: Aventurile lui Telemac, Fenelon,(1699)                                           | | |
| 1 Vândute ca și invenții romantice, citite ca și povești de interes public: New Atalantis, Delarivier Manley, (1709) | 2 Vândute ca și invenții romantice, citite ca și povești de interes public: Satyrischer Roman, Menantes, (1706) | 3.2 Clasici ai romanului de la O mie și una de nopți la Principesa de Cleves, M. de la Fayette, (1678) | 4 Vândute ca și povești personale adevărate, riscând să fie citite ca și invenții romantice: Robinson Crusoe, Daniel Defoe, (1719) | 5 Vândute ca și povești publice reale, riscând să fie citite ca și invenții romantice: La Guerre d'Espagne (1707) |
| | | 3.3 Romane picarești: Don Quixote , Cervantes, (1605)                                                  | From Olaf Simons, Marteaus Europa (Amsterdam, 2001), p.194.                                                                        | From Olaf Simons, Marteaus Europa (Amsterdam, 2001), p.194.                                                       |

Centrul pieței era deținut de scrieri care pretindeau a fi ficțiune și care erau citite ca atare. Ele includeau o mare producție de romane și, la limita de jos, o mare producție de scrieri satirice. În centru, romanul a crescut prin povești care nu erau nici eroice, nici predominant satirice, ci în principal realiste; erau povești scurte care stimulau cu exemple de acțiuni umane care puteau fi dezbătute.
Producția centrală avea două laturi: Pe de-o parte se aflau cărțile care pretindeau a fi ficțiune, dar care amenințau să fie orice altceva în afară de povești fictive. Delarivier Manley a scris cea mai faimoasă dintre aceste cărți, New Atalantis, plină de povești pe care autoarea pretindea că le-a inventat. Cenzorii erau neputincioși: Manley a răspândit povești care discreditau partidul Whigs, aflat la conducere, dar cum puteau ei, totuși, să ceară membrilor partidului să dovedească faptul că aceste întâmplări s-au petrecut într-adevăr pe pământ britanic și nu pe o insulă de basm numită Atalantis? Ar fi trebuit să facă acest lucru dacă ar fi dorit să dea în judecată autorul. Delarivier Manley a scăpat cu bine de interogatorii și și-a continuat opera calomnioasă cu încă trei volume de acest fel. Pe aceeași piață au apărut povești personale, creând un gen diferit al iubirii personale și al luptelor publice cu privire la reputațiile pierdute.
Pe de altă parte se afla o piață a titlurilor ce pretindeau a fi strict autentice/non-ficționale – Robinson Crusoe al lui Daniel Defoe devenind cel mai important dintre ele. Identificarea genului drept “Vândut ca și poveste personală ce riscă să fie citit ca și invenție romantică” a deschis prefața:

Dacă vreodată povestea aventurilor unui om din lume au meritat să fie făcute publice și, odată publicate, ar fi fost mulțumitoare, editorul acestei istorisiri crede că aceasta este povestea.
    
Miracolele din viața acestui om depășesc (crede el) tot ce poate exista, viața unui om putând cu greu fi străbătută de o varietate mai mare de întâmplări.
    
Povestea este spusă cu modestie, cu seriozitate și recurgând la o învăluire a evenimentelor într-o aură religioasă, așa cum fac înțelepții spre instruirea altora prin exemplu și pentru a justifica și onora înțelepciunea Providenței în toată varietatea de circumstanțe cu care se confruntă întâmplător omul. 
    
Editorul crede că această poveste este doar o istorisire a unor fapte; nu există nici o urmă de ficțiune în ea și el crede, de vreme ce asemenea fapte sunt eliminate, că indiferent de îmbunătățirile poveștii sau de digresiunile făcute în scopul instruirii cititorului, povestea va fi aceeași. Și crezând acestea, fără a fi nevoie de alt argument, le face un mare serviciu oamenilor prin publicare.

O producție literară de povești cu caracter verosimil similar au pătruns fățiș în domeniul public. Gatien de Courtilz de Sandras (1644-1712) a devenit cel mai important autor în acest domeniu, cu prima sa versiune a poveștii lui d’Artagnan, spusă apoi după mai mult de un secol de către Al. Dumas tatăl. Spirituală și o precursoare distantă a poveștii lui James Bond  scrisă de Ian Fleming, este o altă carte care se presupune că a fost scrisă tot de el. La Guerre d’Espagne (1707), povestea unui spion francez deziluzionat, care a pătruns în lumea politică franceză și în propriile-i afaceri sentimentale, el reușind întotdeauna cu mici intrigi să-și facă datoria. Realitatea și ficțiunea erauamestecate în toate aceste cărți până într-acolo încât nimeni nu mai putea spune unde a inventat autorul și unde a dezvăluit pur și simplu secrete.

### A doua ascensiune a romanului – sau “Noul Roman”, 1700-1800

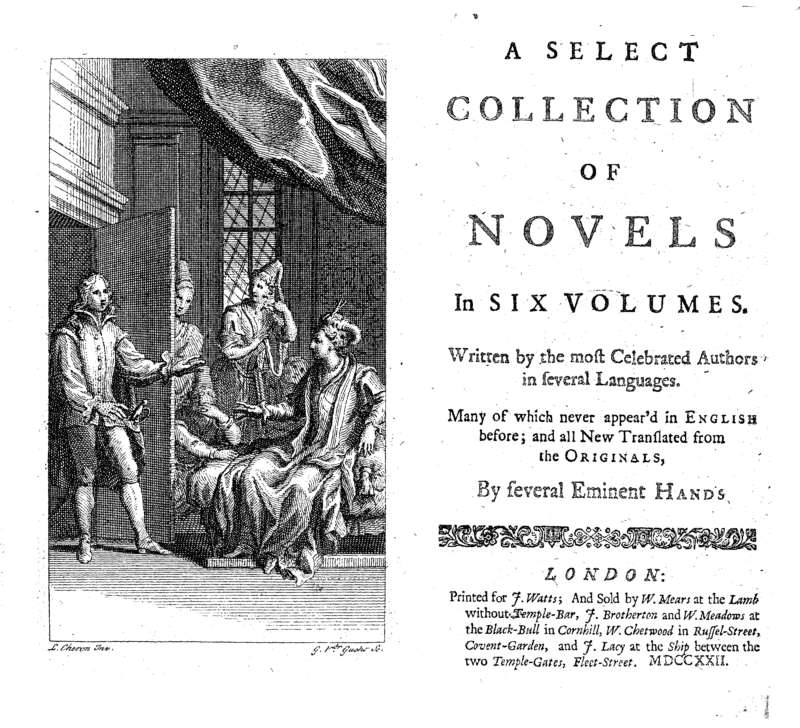
Classics of the Novel from the 16th century onwards - A Select Collection of Novels (1720-22).

Începutul secolului al XVIII-lea a ajuns – prin romanele care au plonjat în scandalul privat și public – la un moment în care se simțea nevoia de o nouă reformă. Se putea spune că bătrânul Amadis și-a  transpus cititorii  în lumi de vis, iar noile romane, lipsite de discursuri rafinate și acte incredibile de eroism au încecat din răsputeri să “rafineze” stilul. Cu toate acestea ele au provocat riscuri cu totul noi, cu povești de dragoste în care copiii își păcăleau părinții și prin care bârfa (calomnia) privată și publică erau publicate pe o piață deschisă.
Jane Barker a fost una dintre vocile secolului al XVIII-lea care au cerut o reîntoarcere la vechile “romanțe”. “Noua romanță” a ei, Exilius (1715) se deschidea cu schița unei noi tradiții: “romanța” a evoluat, așa cum pretindea Jane Barker, de la Geoffrey  Chaucer la François Fénelon; ultimul era autorul care tocmai devenise faimos cu romanul său epocal Telemac (1699-1700).
Editorii englezi ai lui Fénelon au evitat cu multă atenție termenul de “romanță” și au publicat mai degrabă “o nouă epopee în proză” – așa cum arată prefețele. Jane Barker a insistat, oricum, asupra publicării operei Exilius ca și “romanță nouă – după modelul lui Telemac” și nu a avut succes pe piață. În 1719 editorul ei, Curll, a îndepărtat în cele din urmă vechile pagini de titlu și a publicat operele ca și pe o colecție de romane.
Marele succes de piață – Robinson Crusoe al lui Daniel Defoe – a apărut în același an și W. Taylor, editorul, a evitat toate aceste capcane cu o pagină de titlu, fără a pretinde că opera aparține ramurii romanelor sau celei a “romanțelor”, ci afirmând că aparține cronicilor, deși avea un design al paginii care părea foarte mult să aparțină “noii romanțe” cu care Fénelon tocmai devenise celebru.
Robinson Crusoe al lui Daniel Defoe era orice în afară de roman, așa cum era termenul înțeles la acea dată. Nu era nici scurt, nici nu se concentra pe o intrigă, nici nu era spus de dragul unui punct culminant. Robinsosn Crusoe nu era nici un anti-erou dintr-un roman picaresc, deși vorbea la persoana I singular și se băga în tot felul de încurcături. Nu invita neapărat la râs (deși cititorii avizați ar fi perceput toate proclamațiile lui despre faptul că este un bărbat adevărat ca și scrise într-un mod comic). Autorul era serios: Viața l-a dus, împotriva voinței sale, într-o serie de aventuri romantice. A căzut în mâna piraților și a supraviețuit pe o insulă pustie. El, un biet marinar din York, a supraviețuit cu un eroism exemplar. El nu putea să-și condamne cititorii că îi percepeau opera ca și pe o “romanță” plină de invenții. El și editorul său știau că tot ceea ce el scrisese era absolut incredibil și, cu toate acestea, ei puteau pretinde că e adevărat (și dacă nu, cel puțin putea fi citit ca și o alegorie valoroasă) – acest joc complex făcând ca această operă să se situeze în cea de-a patra coloană a modelului prezentat mai sus.
Publicarea romanului Robinsos Crusoe nu a dus la o reformă a industriei cărții, la jumătatea secolului al XVIII-lea. Cărțile lui Crusoe au fost publicate ca și niște istorisiri incerte. Ele au făcut jocul pieței scandaloaase de la începutul secolului al XVIII-lea, cu romanul deja integrat istorisirilor. Ele au fost chiar republicate de unul dintre periodicele londoneze ca având legătură cu realitatea. Filozofi precum Jean-Jaques Rousseau au transformat Robinson Crusoe într-un roman clasic câteva decade mai târziu și a mai fost nevoie de încă un secol înainte ca cineva să poată percepe cartea lui Defoe ca și  primul roman enlgez, publicat – așa cum a afirmat Ian Watt în 1957 – ca și răspuns la romanțele franțuzești aflate pe piață.
Reforma de la începutul secolului al XVIII-lea pe piața romanelor a venit cu producția roamnelor clasice: anul 1720 a adus editarea decisivă a romanului european clasic, publicat în Londra cu titluri de la Machiavelli la Marie de Lafayette. Romanele lui Aphra Behn au apărut în ultimele decade ale secolului într-o colecție a operelor ei. Autoarea anilor 1860 devenise deja un autor clasic. Fénelon devenise autor clasic cu ani în urmă, la fel ca Heliodor. Operele lui Petronius și Longos au apărut cu prefețe care le-au înscris în tradiția prozei de ficțiune așa cum a definit-o Huet. Proza de ficțiune avea ea însăși, așa cum afirmă criticii, o poveste cu suișuri și coborâșuri: intrând în criză odată cu Amadis, și-a găsit remediul prin intermediul romanului. Acum avea nevoie doar de atenție permanentă. Și, cu toate acestea, putea pretinde că este cea mai frumoasă parte a beletristicii, noul segment al pieței din marea industrie a literaturii, adoptând noile scrieri clasice.
Traitte de l’Origin des Romans al lui Huet, publicat prima dată în 1670 și circulând acum în câteva tarduceri și ediții, și-a câștigat poziția centrală printre acele scrieri care aveau de-a face cu proza de ficțiune. Tratatul a creat primul corpus de texte care să fie discutate și a fost primul titlu care a demonstrat cum pot fi interpretate scrierile ficționale laice – exact așa cum teologii obișnuiau să interpreteze părți din Biblie într-o dezbatere teologică. Interpretarea avea nevoie, bineînțeles, de propriile obiective și Huet a oferit câteva întrebări pe care cineva ar putea să și le pună: Ce ne spune opera de ficțiune dintr-o cultură străină sau dintr-o perioadă de timp îndepărtată despre cei care au creat-o? Care erau cerințele culturale la care răspundeau astfel de povești? Există premise antropologice fundamentale care ne determină să creăm lumi imaginare? Aceste scrieri ficționale amuzau și educau? Ofereau ele, așa cum se întâmplă atunci când citești mituri antice și medievale, un substitut pentru informațiile mai bune, științifice sau adăugau doar desfătările vieții pe care o anumită cultură le prefera? Poveștile erotice mediteraneene antice puteau permite o astfel de interpretare.
Interpretarea și analiza scrierilor clasice au plasat cititorii de ficțiune într-o poziție total nouă și “îmbunătățită”: exista o mare diferență între a citi un roman și a te lăsa prins într-o lume a visului și a citi aceeași poveste, cu o prefață care-ți spunea mai multe despre grecii, romanii sau arabii care au scris titluri precum Etiopica sau Cartea celor o mie și una de nopți (publicate pentru prima dată în Europa în 1704 și 1717 în limba franceză și traduse imediat în engleză și germană).

### Supus dezbaterii: Romanul devenind literatură, 1740-1800
Piața scrierilor clasice de proză de ficțiune de la începutul secolului al XVIII-lea i-a inspirat pe autorii contemporani. Astfel, Aphra Behn a revenit din anonimat devenind o autoare celebră, după moartea ei. Fénelon a dobândit aceeași faimă, dar în timpul vieții. Delarivier Manley, Jane Barker și Eliza Haywood au urmat modelele franceze celebre care au îndrăznit să pretindă faimă utilizând numele adevărat: Madame d’Aulnoy și Anne Marguerite Petit DuNoyer. Cele mai multe dintre romanele anterioare utilizaseră pseudonime; acum ele deveniseră producții ale unor autori consacrați.
Discursul necesar pentru a aprecia o astfel de mișcare înspre responsabilitate nu era încă dezvoltat. Jurnalele care dezbăteau literatura se concentrau asupra “învățăturii”, a literaturii în sensul strict al cuvântului. Până atunci, majoritatea discuților despre romane și “romanțe” se desfășurau între cei avizați în acest domeniu. Critica literară, un discurs critic extern despre poezie și poză, a apărut în cea de-a doua jumătate a sceolului al XVIII-lea. A deschis o interacțiune între participanți diferiți, în care romancierii scriau cu scopul de a fi criticați și în care publicul putea să observe interacțiunea dintre critici și autori. Noua critică de la sfârșitul secolului al XVIII-lea a declanșat o reformă prin stabilirea unei industrii a cărții (pe când restul pieței a continuat în aceeași manieră, dar a pierdut cea mai mare parte a interesului publicului). Rezultatul a fost o separare a pieței într-o ramură joasă a prozei populare și, pe de altă parte, producția de critică literară. Cea din urmă a prilejuit opere care rivalizau cu poemele epice antice în versuri, care se jucau cu tradițiile prozei de ficțiune (ele deschideau un discurs implicit despre istoria literaturii) și care aveau statut clar ficțional, astfel încât ele însele puteau fi discutate ca și opere create de un artist care și-a dorit ca această poveste, nu alta, să fie discutată de public.
Vechiul design al paginilor de titlu s-a schimbat: noile romane nu mai pretindeau să fie vândute ca și ficțiune, pe când ele amenințau să trădeze secrete reale. Nici nu mai apărau ca false “istorisiri adevărate”. Noile pagini de titlu își proclamau opera ficțiune și indicau modul în care publicul ar putea să le discute. Romanul Pamela sau virtutea răsplătită a lui Samuel Richardson (1740) a fost unul dintre titlurile care au adus vechea pagină de titlu, cu formula sa “[…] sau […]”, oferind un exemplu într-un format nou: “Pamela sau virtutea răsplătită – publicat acum întâia oară pentru a cultiva principiile virtuții și religia în cugetul tinerilor de ambe sexe, o poveste care-și are temelia în adevăr și natură; și în același timp, care întreține în mod agreabil…”. Așa că pagina de titlu lămurea faptul că opera era realizată de un artist care țintea un efect anume: acela de a fi discutat de un public critic. Romanele apărute după zece ani nu mai aveau nevoie de nici un alt statut în fară de acela de a fi roman, ficțiune. Edițiile prezente ale romanelor notează pur și simplu “ficțiune” pe copertă. A devenit o realizare să fie vândute sub această etichetă, incitând la discuție și reflecție.
Scandalul, așa cum a fost publicat de DuNoyer și delarivier Manley, a dispărut de pe piața prozei de ficțiune, fie ea înaltă sau joasă. Nu putea să atragă critici serioși și se pierdea dacă rămânea nediscutat. În cele din urmă, a avut nevoie de propria-i marcă de jurnalism scandalos – jurnalismul care s-a dezvoltat prin “presa galbenă”. Piața de jos a prozei de ficțiune a continuat să se concentreze pe satisfacerea imediată a unui public căruia îi plăcea să rămână în lumea ficțiunii. Piața înaltă a devenit complexă cu opere care jucau roluri noi. Pe piața înaltă s-au putut vedea, în cele din urmă, dezvoltându-se două tradiții: una cu opere care aveau de-a face cu arta ficțiunii, printre care Tristram Shandy al lui Laurence Sterne, cealaltă, mai aproape de discuțiile extinse și de dispozițiile sufletești ale publicului. Marele conflict al secolului al XIX-lea, în cea ce privește problema dacă artiștii ar trebuie să scrie pentru a satisface publicul sau să scrie de dragul artei, urma să se declanșeze.

### Sentimentalism, psihologie și un nou tip de individ 1750-1850
Romanul [sentimentalist] al mijlocului si sfârșitului de secol 18 a produs un cu totul nou tip de individ, unul cu o atitudine diferită asupra vieții lui private și a societății. Eroina începutului de secol 18 era îndrăzneață și gata să-și protejeze reputația dacă era necesar pe când descendenta ei de la mijlocul secolului 18 era mult prea modestă și timidă pentru a face la fel. Eroinele timpurii ale secolului 18 aveau secretele lor, iubeau intrigile eficace și încercau orice considerau că este necesar pentru a-și atinge scopul.Eroinele mijlocului de secol 18 au dezvoltat un sentiment de modestie. Sufereau dacă trebuiau să păstreze secrete și simțeau nevoia de a se confesa. Ele căutau prieteni, intimitate, situații în care puteau să-și deschidă inima și să-și împărtășească cele mai ascunse dorințe.
Audiența secolului 18 a primit acești noi eroi și eroine cu uimire. Atunci când era vorba de cele mai ascunse dorințe ale lor puteau să se încreadă numai în părinți și prieteni; prea multă încredere i-ar fi făcut victime sigure în lumea de ficțiune, calomnie, intrigă și scandal a începutului de secol 18. Acum, oricum, aceste eroine slabe au fost întâmpinate cu compasiune. În loc să-și expună viața ca un spectacol public, acești noi eroi și eroine au dezvoltat o intimitate care putea fi examinată în roman.
Genuri speciale au înflorit cu acești protagoniști care nu-și spălau rufele murdare în public. Scrisorile sau jurnalele lor au fost găsite și publicate numai după moartea lor. Un val de sentimentalism a fost primul rezultat, ducând la eroi ca Henry Mackenzie Man of Feeling (1771). Un al doilea val a urmat, cu eroi mai radicali care nu mai puteau visa la un mediu care să-i înțeleagă. Suferințele tânărului Werther (1774) de Johann Wolfgang von Goethe a fost stindardul acestei noi mișcări și a avut ca rezultat un val de compasiune și înțelegere printre cititori gata să-l urmeze pe Werther în sinuciderea lui.
Criticii au îmbrățișat noii eroi ca cel mai bun semn al unei noi literaturi care avea ca scop discuțiile. Înțelegerea după care acești eroi tânjeau a dat naștere unei discuții secundare referitoare la natura psihicului uman, mult mai bine observată de aceste romane.
Cu aceste dezvoltări, romanul a transformat pledoaria pentru o reformă morală a individului și a societății într-un gen. Cu mișcarea romantică începând în anii 1770, dezvoltarea a mers un pas mai departe : romanul a devenit un mediu  de avant garde, genul unde emoțiile și-au găsit studiile de caz. Bildungsroman-ul s-a dezvoltat în Germania; un roman care se concentrează pe dezvoltarea individului, educația lui și drumul lui către individualitate și societate. Noi științe, de la sociologie la psihologie, s-au dezvoltat cu noul individ și au influențat discuțiile  privind romanul din secolul 19.

### Romanul sec. al XIX-lea ca subiect de discuții aprinse
La începutul sec. al XIX-lea, romanul era un gen literar în care realismul lupta împotriva “romanței” cu iluziile ei nerealiste. Romanul s-a întors înspre scandal, apoi a fost înnoit în ultimele decade ale sec. al XVIII-lea. În cele din urmă, ficțiunea a devenit cea mai onorabilă ramură a literaturii. Un val de romane de fantezie a dus la apogeu această dezvoltare la sfârșitul sec. al XVIII-lea și începutul sec. al XIX-lea. Sensibilitatea a sporit în aceste romane. Femeile, foarte preocupate de  imaginarea de lumi superioare celei în care trăiau au devenit eroinele noii lumi a “romanelor de dragoste” și a  “romanelor gotice”, creând povești din timpuri și spații îndepărtate. Italia renascentistă era locul favorit al romanului gotic.
Romanul gotic clasic este Misterele castelului Udolpho, de Ann Radcliffe (1794). Ca și în alte romane gotice, noțiunea de sublim este centrală. Teoria esteticii din sec. al XVIII-lea considera că sublimul și frumosul erau juxtapuse. Sublimul era îngrozitor și terifiant, pe când frumosul era calm și liniștitor. Personajele și peisajele din romanul gotic rămâneau aproape în întregime pe teritoriul sublimului, cu o eroină excepțională. Sensibilitatea “frumoasei” eroine față de elementele supranaturale, indispensabilă în aceste romane, celebra, dar și problematiza ceea ce urma să fie văzut drept hiper-sensibilitate.
La începutul sec. al XIX-lea, emoțiile încărcate de sensibilitate, așa cum au fost exprimate prin sublimul gotic, au ajuns la declin. Jane Austen a scris un roman gotic-parodie, intitulat Northanger Abbey (1803), care ilustra moartea romanului gotic. Ba mai mult, sensibilitatea a fost din ce în ce mai puțin valoroasă, până la dispariție. Austen a introdus un stil diferit de a scrie – comedia de moravuri. Oricum, romanele ei adesea sunt nu doar amuzante, ci și usturător de critice față de cultura rurală, limitativă de la începutul sec. al XIX-lea. Cel mai cunoscut roman al ei, Mândrie și prejudecată (1811), este cel mai vesel dintre romanele ei, deoarece a fost o schiță pentru ficțiunea mult mai romantică care a urmat; celelalte romane ale ei înfățișau eroine pentru care cititorii moderni aveau prea puțină simpatie și era posibil să nu le placă

## Romanul modern
- Romanul modern german
- Romanul modern italian
- Romanul modern francez
- Romanul modern american